# Криста Алън
Криста Алън (на английски: Krista Allen) (родена на 5 април 1971 г.) е американска актриса. Известна е с ролите си на Емануела в „Емануела в космоса“, Били Рийд в „Дните от нашия живот“ и Джена Ейвид в „Спасители на плажа“.

## Частична филмография

### Филми
- 1997: „Лъжльото“
- 2002: „Самопризнанията на един опасен ум“
- 2003: „Психаротерапия“
- 2003: „Заплащането“
- 2009: „Последен изход 4“
- 2015: „Родео и Жулиета“

### Сериали
- 1994: „Емануела в космоса“
- 1995: „Дързост и красота“
- 1996: „Диагноза: Убийство“
- 1996: „Женени с деца“
- 1996: „Нечиста наука“
- 1996 – 1999: „Дните от нашия живот“
- 1996 – 1999: „Пасифик Блу“
- 2000: „Досиетата Х“
- 2000 – 2001: „Спасители на плажа“
- 2000 – 2001: „От местопрестъплението“
- 2001: „Шеметен град“
- 2001: „Чародейките“
- 2002: „Приятели“
- 2002: „Мутант Х“
- 2002: „Смолвил“
- 2003: „Луда надпревара“
- 2003: „Андромеда“
- 2003: „Само за снимка“
- 2003: „Фрейзър“
- 2003: „Двама мъже и половина“
- 2004: „Аз съм с нея“
- 2005: „Монк“
- 2006: „Фреди“
- 2006 – 2007: „Животът на Брайън“
- 2008: „Кашмирена мафия“
- 2008: „Живот след развод“
- 2009: „Мръсни секси пари“
- 2010: „Превратностите на живота“
- 2011: „Любовта хапе“
- 2013: „Обвързани“
- 2013: „Мелиса и Джоуи“
- 2014: „Хавай 5-0“
- 2014: „Любовници“
- 2014: „Касъл“
- 2017: „Модерно семейство“